# Hippika gymnasia
Hippika gymnasia (др.-греч. ἱππικὰ γυμνάσια — «конные упражнения») — военно-спортивные состязания в армии Римской империи. Основным источником по hippika gymnasia является труд Луция Флавия Арриана «Тактическое искусство» (136/137 год н. э.). Приведённое Аррианом описание подкрепляется большим количеством археологических находок: шлемов специального вида, поножей, конских наглавников и наглазников.

## Происхождение
Их упражнения отличаются тем же неподдельным жаром и серьёзностью, как действительные сражения: каждый день солдату приходится действовать со всем рвением, как на войне... Их упражнения можно по справедливости называть бескровными сражениями, а их сражения — кровавыми упражнениями.
Римляне придавали очень большое значение поддержанию выучки войск путём регулярных упражнений. Армиям многих народов древности было свойственно посвящать свободное время оттачиванию боевого мастерства, но римляне сумели подняться на более высокий уровень и кроме индивидуальной подготовки воинов уделяли внимание отработке коллективных действий в бою. Именно такой комплексный подход во многом и обеспечивал военные успехи Рима. Нет сомнения, что уже в самые отдалённые времена искусство владения оружием и тактические навыки тренировали в ходе учебных боёв. Самый древний кавалерийский турнир Античности известен как минимум с VII—VI веков до н. э. и имеет скорее всего этрусское происхождение — это Троянские игры.
Согласно Арриану, практиковавшиеся во времена императора Адриана hippika gymnasia возникли на основе конных игр различных народов, которые входили в состав римской кавалерии. Наряду с традицией Троянских игр он особо выделяет влияние со стороны кельтской конницы, которая преобладала в составе конных формирований эпохи ранней империи, а также упоминает иберийское, «скифское» (то есть сарматское), парфянское и армянское влияния. Арриан отмечает роль Адриана в деле внедрения в армии новых, в том числе заимствованных у варварских народов, упражнений.

## Цели проведения

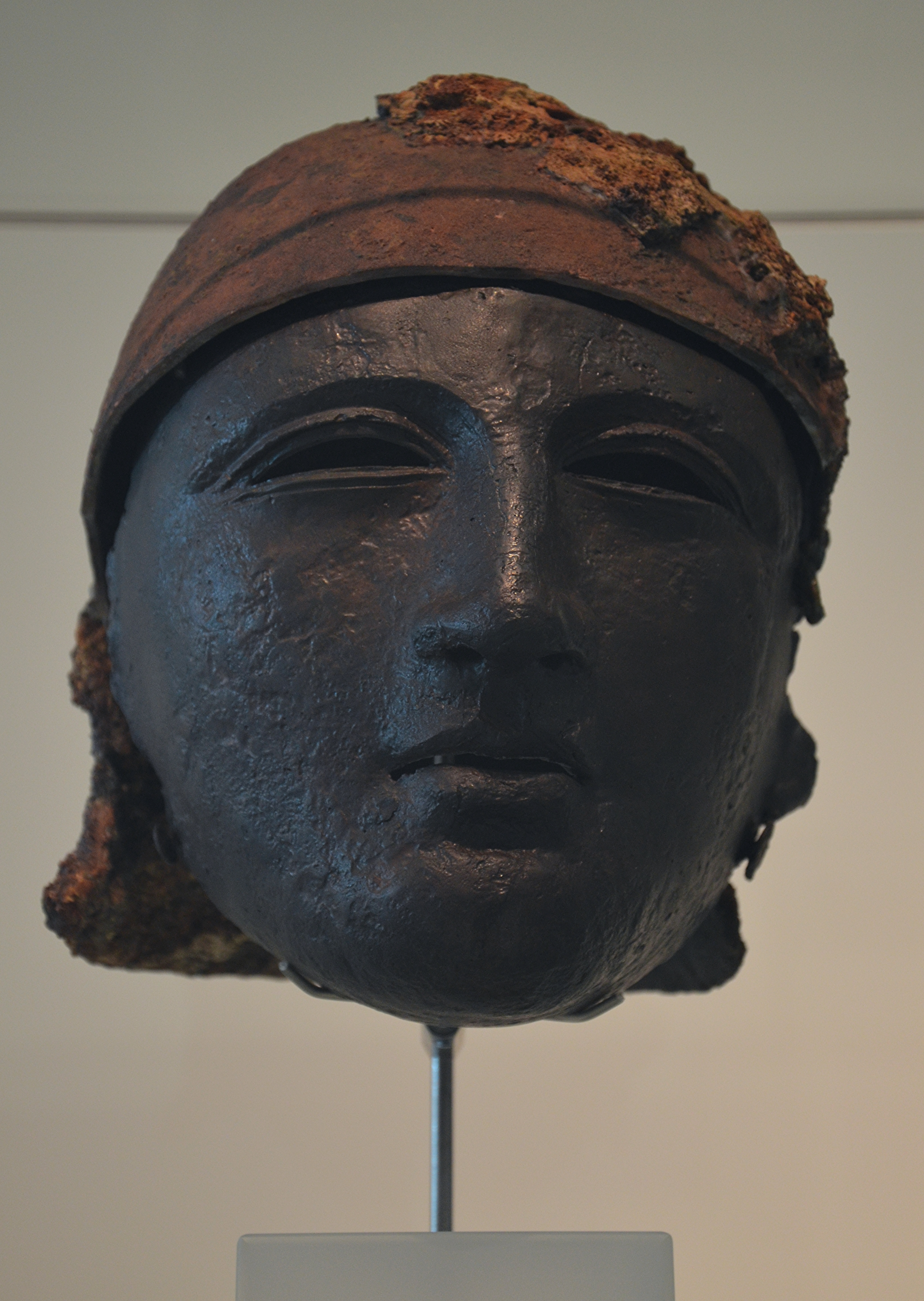
Бронзовый шлем для hippika gymnasia с личиной. Музей Валкхоф, Неймеген

Состязания преследовали две цели: практическую, являясь средством обучения кавалеристов, и развлекательную или эстетическую, будучи разновидностью спортивных, парадных мероприятий (лат. ludi militares), проводимых в присутствии зрителей и весьма распространённых в Риме республиканской и императорской эпохи. Команды соревновались в выездке, точности исполнения манёвров и меткости. Демонстрировались приёмы, заимствованные из боевой практики, а некоторые манёвры повторяли конные упражнения, являвшиеся обязательной частью тренировок римской армии и известные из речи императора Адриана по итогам смотра африканской армии в июле 128 года, найденной в Ламбезисе. Из явных совпадений следует отметить «вылазку из засады» и кантабрийскую атаку. При этом необходимо учитывать разницу в условиях проведения мероприятий, описанных в труде Арриана и в речи императора.
Арриан писал о конно-спортивном «шоу», в котором первые роли играли специально обученные всадники: драконарии и особо искусные метатели дротиков, а число остальных, рядовых, участников не могло быть значительным. Речь же Адриана посвящена манёврам многотысячной армии в составе III Августова легиона и нескольких вспомогательных частей — когорт и ал. Если арена для конно-спортивных состязаний готовилась специально, то армейские манёвры проводились в естественных условиях.
Арриан в составе свиты Адриана вполне мог быть свидетелем манёвров в Ламбезисе, что позволило ему спустя восемь лет использовать риторику речи императора в своём трактате. Манёвры и тренировки были заметной частью военной политики Адриана, который стремился с их помощью сохранить боеготовность войск в условиях мира. Самому Арриану, уже в ранге пропреторского легата, тоже приходилось в ходе инспекции причерноморских гарнизонов (в Гиссе, Диоскуриаде) проверять (около 132 года) навыки копьеметания и умение воинов запрыгивать на коней.

## Описание у Арриана

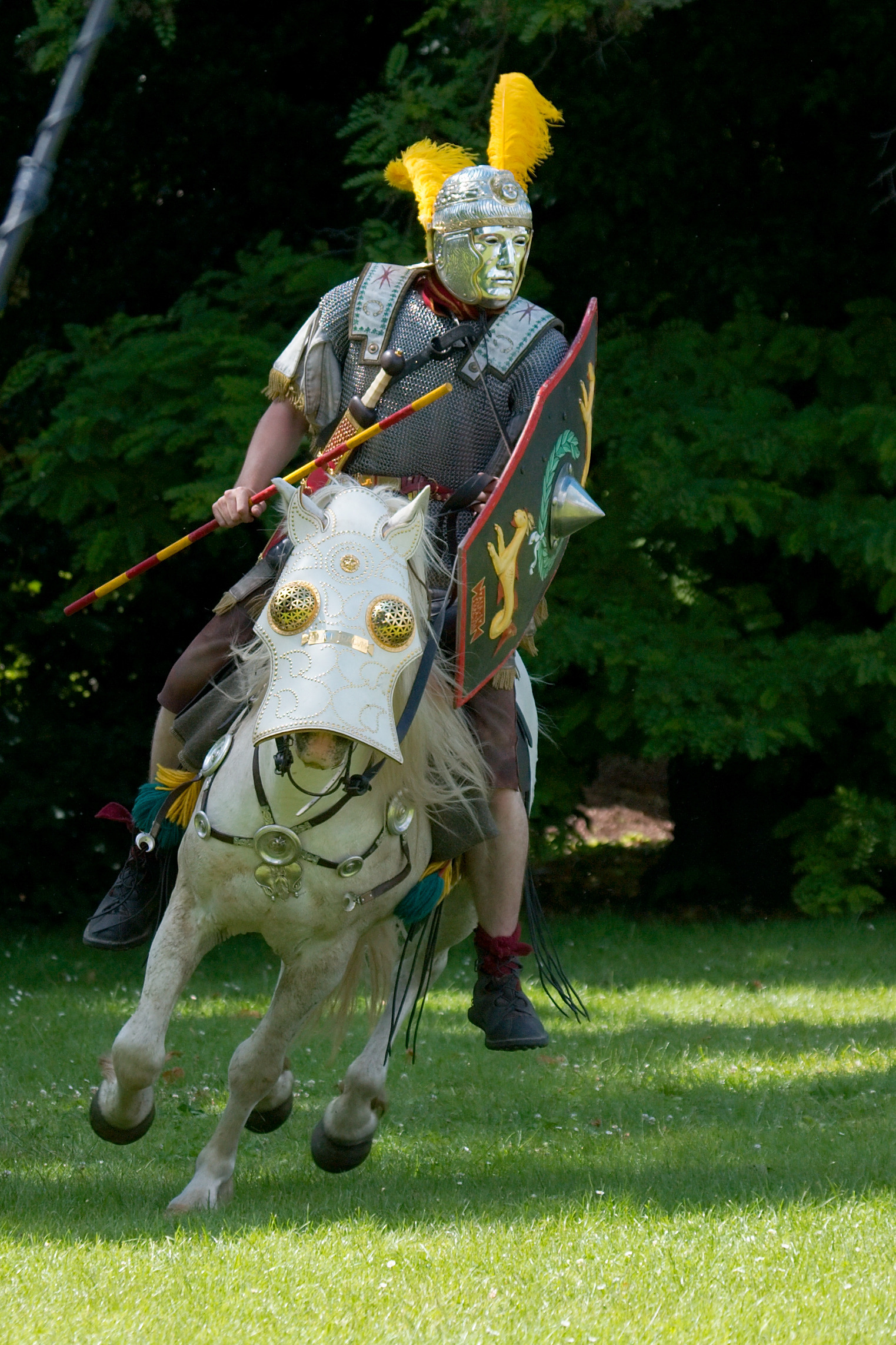
Историческая реконструкция. Археологический парк «Карнунтум»

Арриан описывает место проведения кавалерийского турнира как специально выровненную и огороженную площадку с трибуной для зрителей. Её размеры Арриан не указывает, но результаты археологических исследований подобных сооружений в Великобритании дают следующие значения: в длину от 87 до 160 м, в ширину от 85 до 106 м. Очевидно, что участок такой площади пригоден для занятий не более чем 1—2 турм кавалерии, причём в столь стеснённых условиях всадники могли пускать коней только рысью или сдержанным галопом. Скорее всего, описанные Аррианом плацы предназначались исключительно для парадов с их заранее разученной и отточенной «хореографией», а настоящая боевая подготовка кавалеристов происходила на других площадках, которые должны были быть больше по размеру и, возможно, были не лишены естественных препятствий.
Турнир начинался с эффектного выезда эскадронов, «отрепетированного так, чтобы [произвести] наибольший эффект красочностью и великолепием», во время которого команды демонстрировали себя во всей красе. После объезда половина всадников оставалась слева от трибуны, образовав построение, называемое римлянами «черепахой» (защитной формации, имитировавшей пехотную «черепаху»). Они становились спиной к соперникам, прикрывшись сзади щитами. Перед правым крылом два всадника занимали позицию на некотором удалении от основного формирования, которая позволяла защитить это крыло при перестроении к контратаке. Как выглядело построение противостоявшей стороны, размещавшейся справа от трибун, остаётся неясным. Арриан пишет, как один за другим кавалеристы этой команды атаковали соперников. Сначала они бросались прямо на них, как на мишени, и забрасывали их затупленными дротиками. Затем они поворачивали направо и скакали, описывая дугу, назад, вероятно, чтобы снова присоединиться к своему отряду. В это время противоборствующая сторона предпринимала контратаку так, что атакующие кавалеристы с обеих сторон принимали на себя все брошенные друг в друга дротики. При этом самой сложной задачей было добиться того, чтобы в момент броска щиты у тех и других находились напротив щитов соперников, то есть у каждого бойца справа.
После этого команды выстраивались в первоначальном порядке и повторяли всю процедуру снова, уже поменявшись ролями: нападавшие становились обороняющимися и наоборот. Эта смена ролей происходила дважды, причём в третьем и четвёртом подходе места расположения команд на плацу менялись. Данная последовательность не указана в тексте, но исходя из описания в целом получается, что каждая группа атаковала один раз справа и один раз слева. В последнем подходе команда, нападавшая первой, снова оказывалась справа от трибуны. В конце первой части упражнения наиболее искусные из участников ещё скакали по кругу мимо трибуны и бросали дротики.

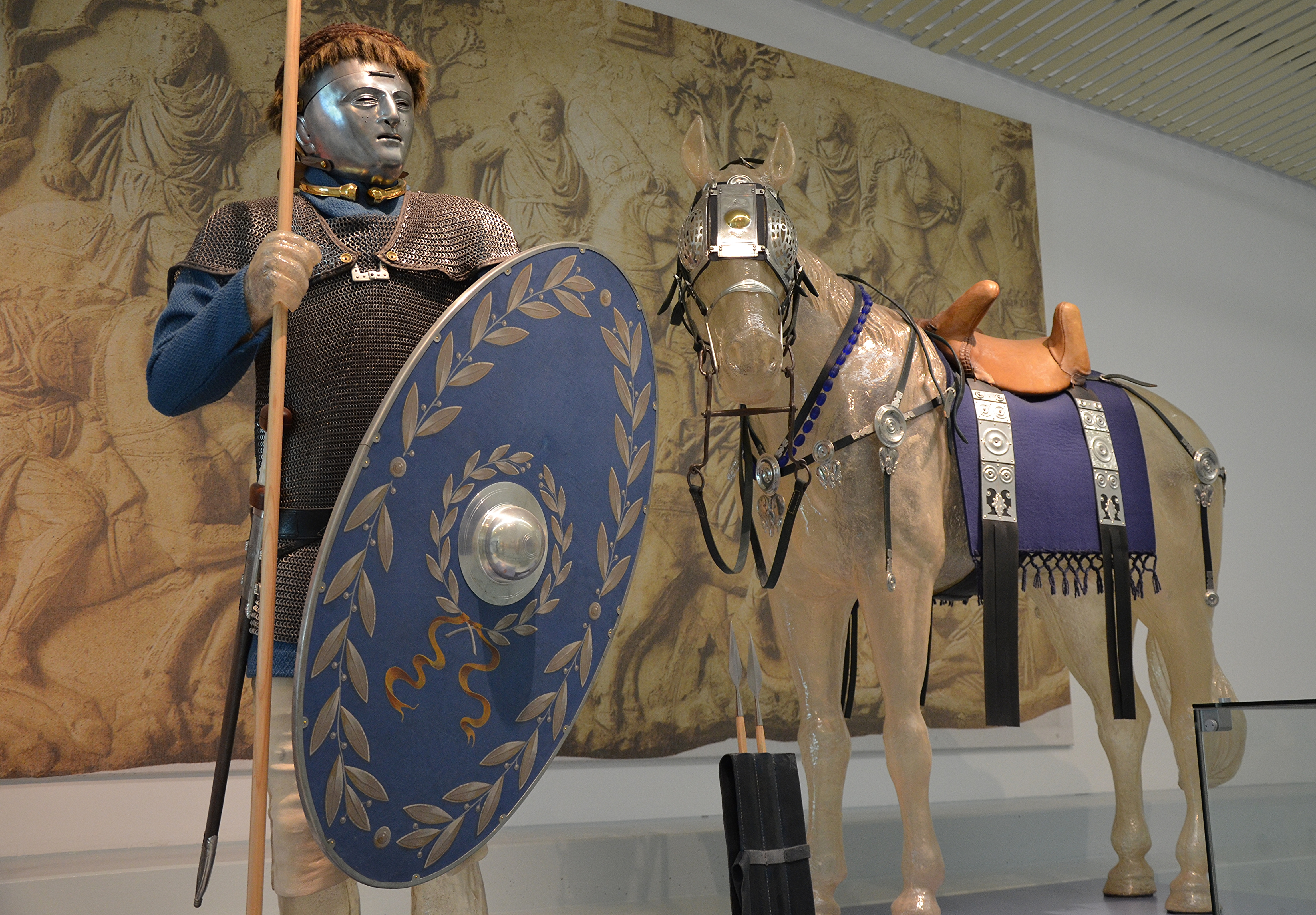
Снаряжение воина и лошади для hippika gymnasia (реконструкция). Музей Валкхоф, Неймеген

Затем устраивалась так называемая кантабрийская атака, происхождение которой Арриан связывает с названием иберийского племени кантабров. Обе команды опять становились напротив друг друга, а затем всадники по очереди скакали галопом, поворачивали сначала налево и затем делали большой круг по часовой стрелке. Там, где оба круга почти соприкасались, всадники поочерёдно бросали более тяжёлые дротики в щит соперника. Поскольку оба соперника подгоняли лошадь и использовали утяжелённые дротики, щиты могли быть иногда пробиты насквозь, несмотря на то, что на оружии не было заострённых наконечников. Поэтому участникам предписывалось не целиться в голову соперника, а также в его коня.
После кантабрийской атаки заканчивались командные упражнения и начиналась заключительная часть, где демонстрировалось мастерство отдельных кавалеристов в верховой езде и в использовании оружия (метание по мишеням и на дальность), причём применялось уже боевое вооружение. По ходу описания Арриан даёт свои оценки действиям всадников, обращая особое внимание на зрелищность и практическую пригодность упражнений; последнее иногда приводится в доказательство того, что его трактат мог выполнять функции инструктажа по проведению состязаний.

## Снаряжение
Всадники, принимавшие участие в hippika gymnasia, использовали лёгкие затупленные дротики и облегчённые расписные щиты. И людей, и лошадей облачали в специальные доспехи, призванные исключить травмы. Всадники надевали красочные хитоны и шлемы с полностью закрывающими лицо масками; глаза и морду, а возможно, и тело лошади защищали специальными накладками. Значки-драконы прибавляли зрелищности. Вероятно, соперничающие команды изображали борьбу греков и амазонок, так как на антропоморфных личинах шлемов были изображены мужские и женские лица. «Женские» шлемы включали детали, имитирующие женскую причёску и украшения. Некоторым из найденных личин приданы неримские (восточные) черты лица.
Описание hippika gymnasia у Арриана подтверждается многочисленными археологическими свидетельствами. Так, в 1950 году в Штраубинге (Германия) был обнаружен полный комплект кавалерийского снаряжения, датируемый III веком н. э. и включающий сложный конский доспех, поножи, шлем и другие детали. Неоднократно шлемы для hippika gymnasia различных конструкций находили на территории Великобритании; одна из последних находок — так называемый шлем Кросби-Гаррет — была сделана в 2010 году. Образцы конских наглавников были найдены в Тримонциуме (современный Ньюстед).

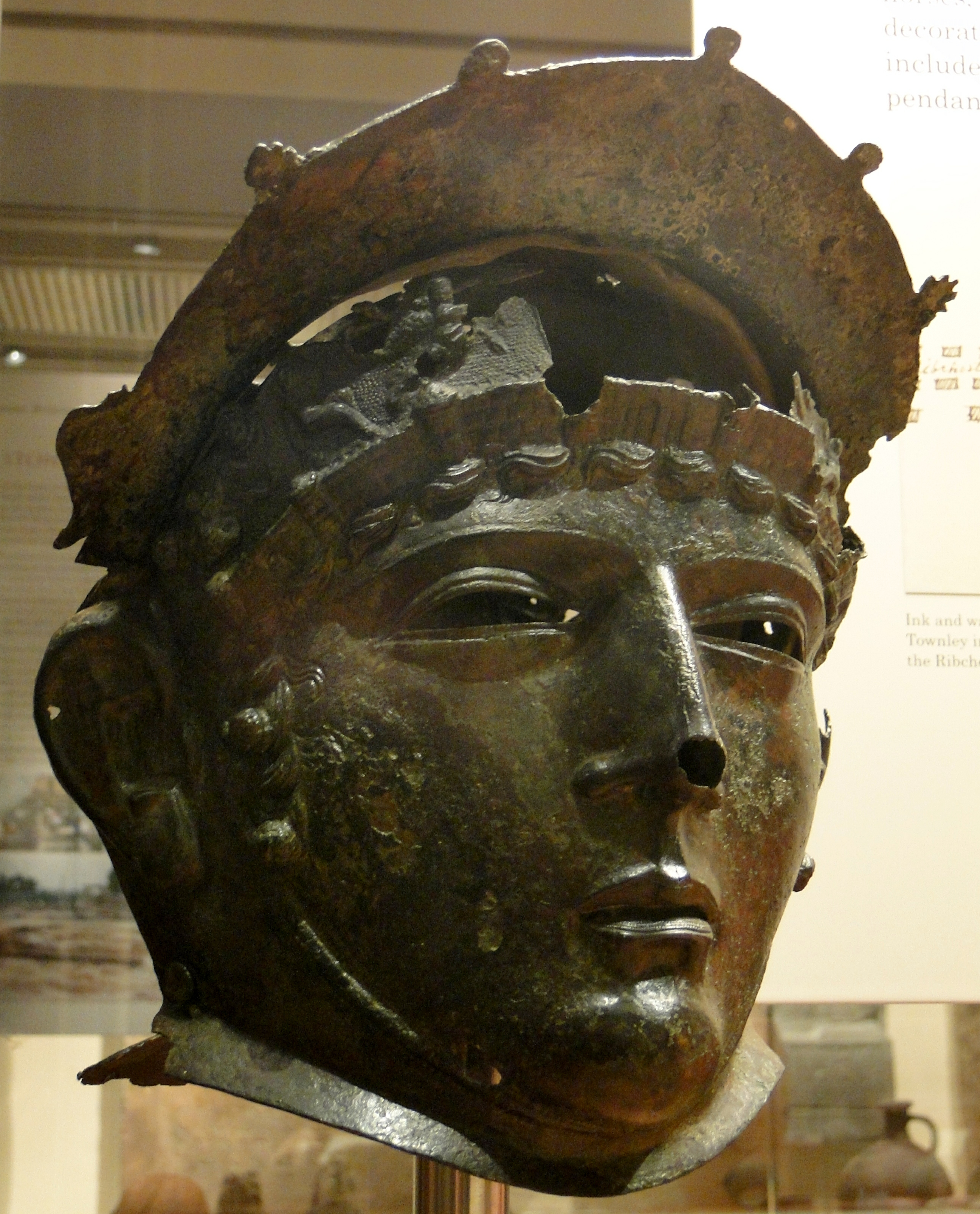
Рибчестер (1796)
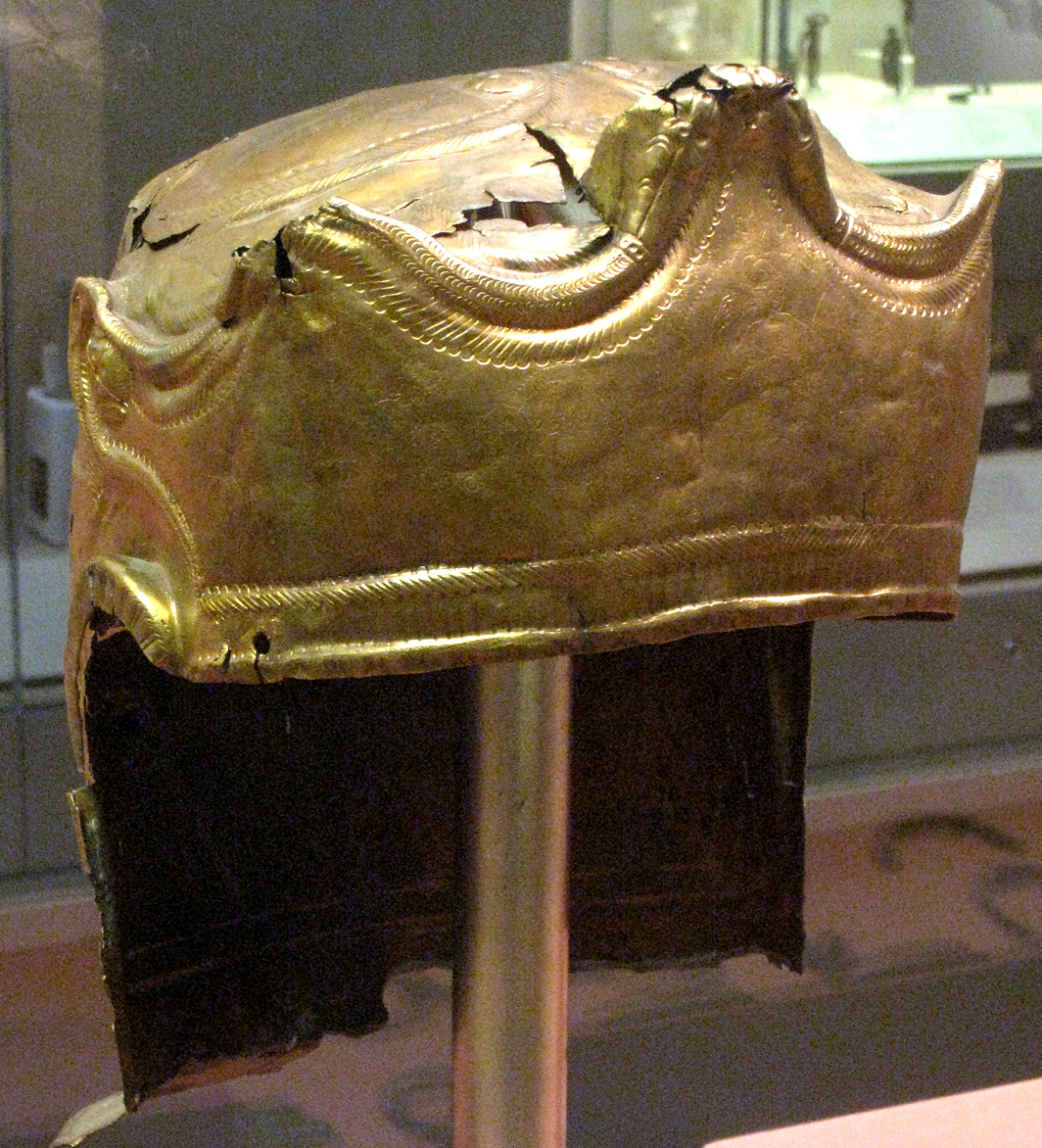
Гизборо (1864)
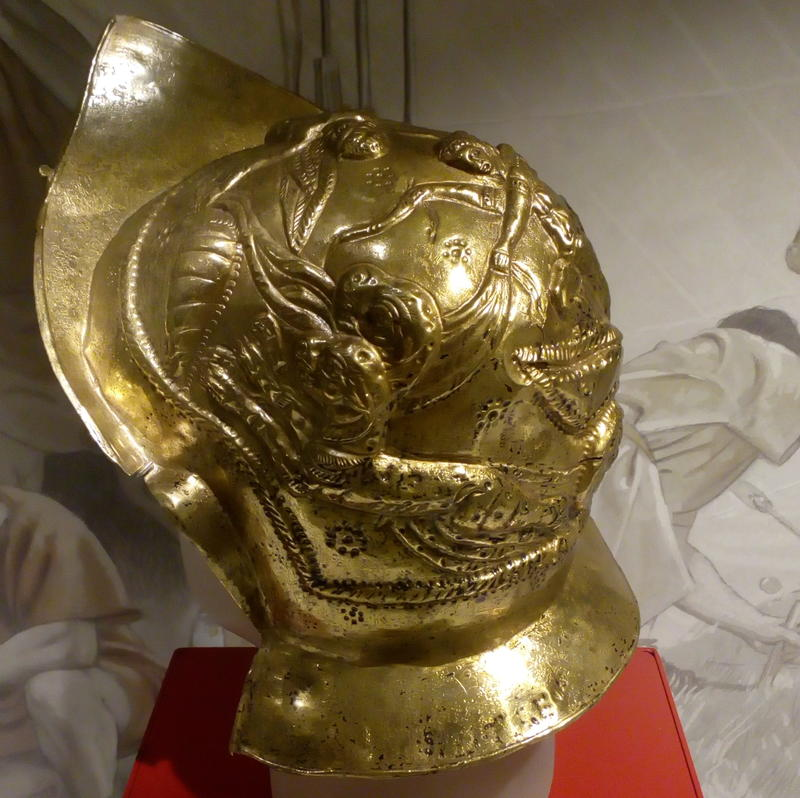
Ньюстед (1905)
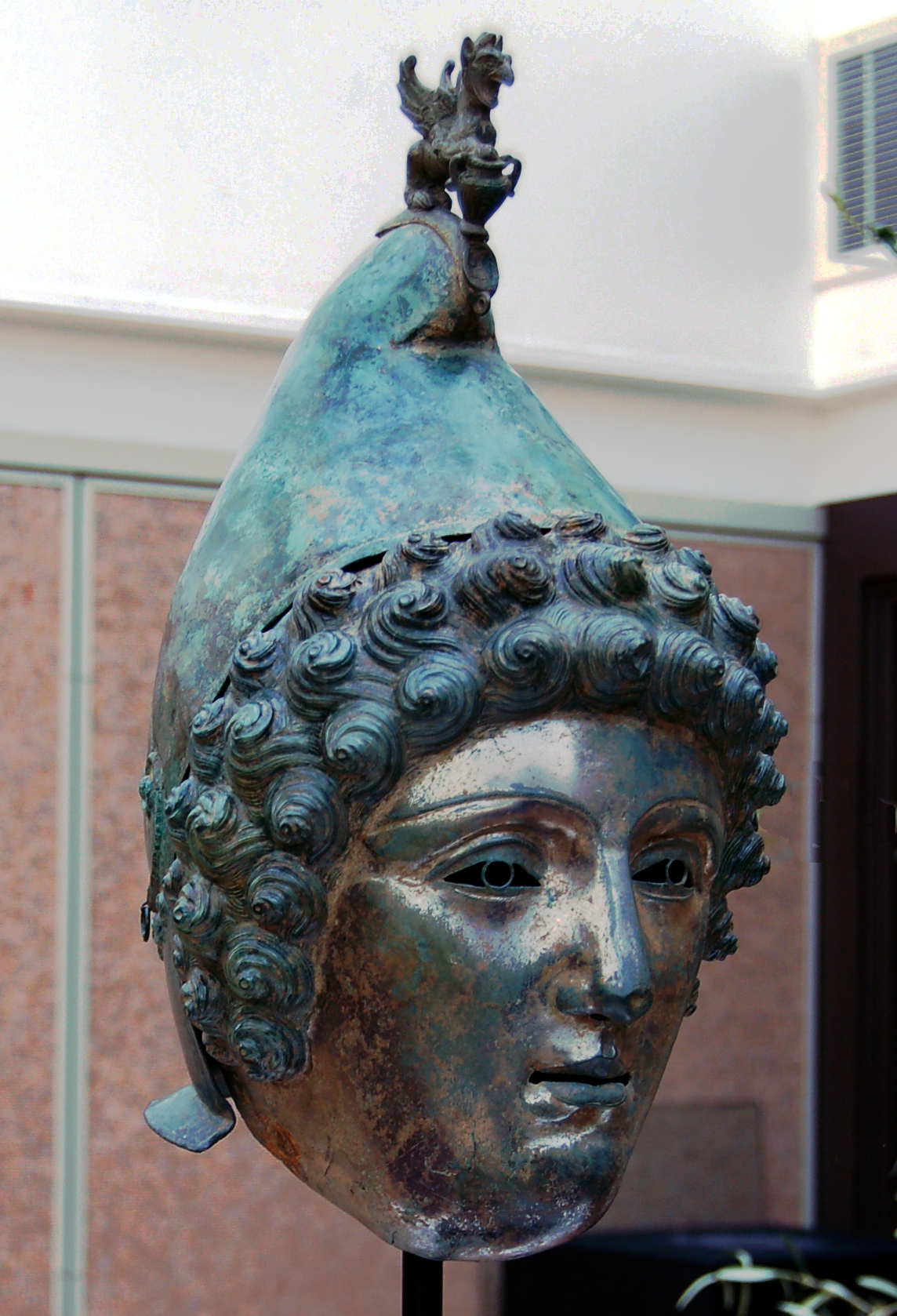
Кросби-Гаррет (2010)

## Реконструкции
Хотя на первый взгляд описание Арриана очень подробное и не допускает двойных толкований, различные исследователи предлагают свои варианты реконструкции hippika gymnasia, основываясь как на теоретических выкладках, так и на данных практических экспериментов. Наиболее ранняя реконструкция манёвров принадлежит П. Коннолли, который изложил её в своей книге о римской армии. На его рисунке группа всадников скачет галопом по кругу налево, причём всадники бросают дротики направо, не закрываясь при этом щитами. Такая реконструкция противоречит описанию Арриана, и П. Коннолли позже поправил себя, выполнив другую реконструкцию кавалерийского турнира для иллюстрированной биографии Тиберия Клавдия Максима.
Сначала А. Лоусон, а затем (уже после уточнённой интерпретации П. Коннолли) Э. Хайланд предприняли попытку иной реконструкции «черепахи». Согласно интерпретации А. Лоусон, всадники защищающейся команды стоят к противнику левым боком, повернувшись лицом к зрительским трибунам. Головы животных повёрнуты направо, чтобы защитить их от попаданий брошенных дротиков, а щит просто прикрывает левый бок коня и всадника. Но в таком случае оказывается проигнорированным описание Арриана, который указывал, что кавалеристы становились спинами к противоборствующей группе, прикрыв их щитами. Атака наступающей группы, согласно Лоусон, осуществлялась таким образом, что действия происходили прямо перед зрительскими трибунами, а это может навести на мысль о том, что защищающаяся команда была более многочисленна, о чём у Арриана ничего не сказано.
Ещё большее расхождение с текстом источника наблюдается в реконструкции Э. Хайланд. Кавалеристы защищающейся команды фронтально противостоят атакующим. Не только отдельные кони, но и весь фронт размещается под углом к линии атак, в то время как правый фланг выдвинут довольно далеко и конь левого соседа отодвинут примерно на одну треть корпуса. При этом формирование так тесно, что находящиеся слева с трудом могли бы уберечь головы своих скакунов от ударов о щиты соседей, если бы кони поворачивали голову вправо. Кроме того, Э. Хайланд расставляет обе группы не слева и справа от трибуны напротив друг друга, а фронтально в сторону трибун в параллельных линиях. При этом она располагает их в отдельных подходах то на левой половине плаца, то на правой, но всегда одновременно. Совершенно очевидно, что при любом маневре труднее приходится защищающимся кавалеристам, даже при контратаке.
Такая реконструкция была подвергнута критике М. Юнкельманном, который попытался максимально следовать тексту Арриана. Согласно его интерпретации кавалеристы атакующей стороны выезжают из формирования (также, возможно, из колонны) слева и дугой разворачиваются перед фронтом защищающейся стороны, стоящей к ним спиной и построенной «черепахой», забрасывая соперников дротиками с затупленными наконечниками. Защищающаяся сторона при этом высылает контратакующих всадников. Этот манёвр продолжается до тех пор, пока каждый из участников турнира не метнёт дротик. Затем группы меняются ролями.
Несмотря на явные разночтения в различных вариантах реконструкции, они удачно дополняют друг друга, особенно за счёт проведённых натурных экспериментов. Это позволяет исключить те интерпретации античного трактата, которые предполагают манёвры, трудновыполнимые в реальности.